# 고대 그리스의 교육

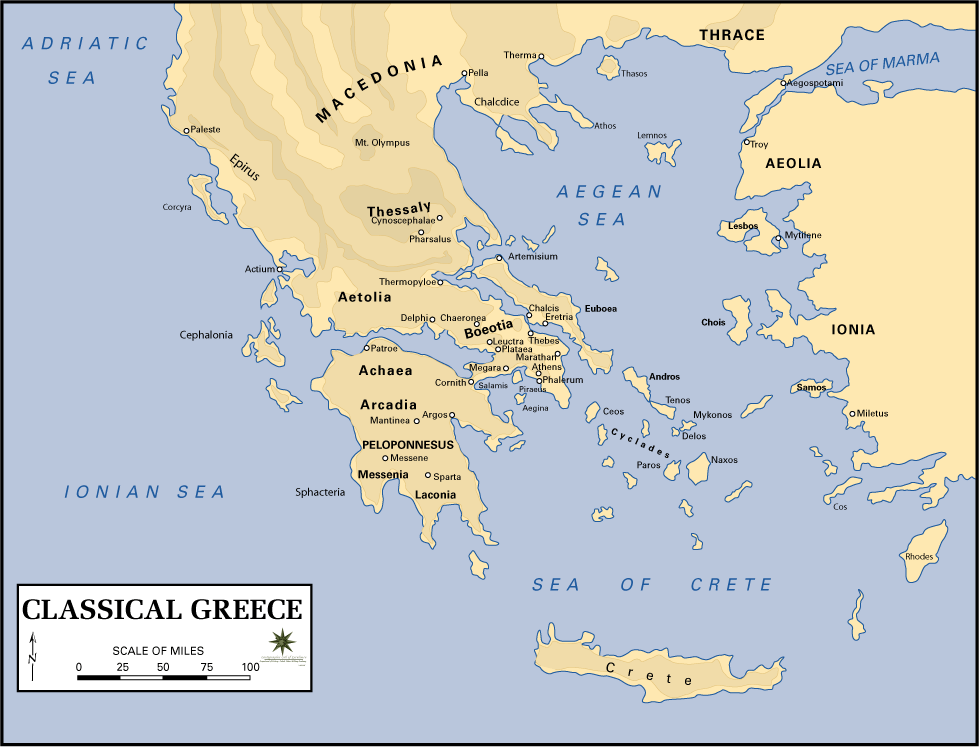
고대 그리스 세계

고대 그리스에서 교육은 폴리스 형성기에 시작되어 헬레니즘기를 거쳐 고대 그리스 후기에 이르는 기간의 교육과 관련된 사항들을 의미한다. 호메로스와 아리스토텔레스로부터 시작된 교육은, 기원전 5세기경에 등장한 고대 아테네의 민주주의와 결부되어 이후 플라톤 및 이소크라테스와 같은 소피스트들에게 영향을 미쳤다. 헬레니즘 시대에는 체육학교(귐나시온)의 교육은 시민이 되기 위해서 반드시 필요한 것으로 여겨졌다.
고대 그리스의 교육은 정규교육과 비정규교육의 형태로 이루어졌다. 정규교육은 고용된 교사(tutor)나 파이다고고스(paidagogos)라는 교육을 전담하는 노예에 의해 개인적인 교습의 형태로 이루어지거나 공공 학교에서 이루어지는 교육이었다. 비정규교육은 스스로 교육자(teacher)임을 자처하는 지식인들이 제공하는 교육이었는데, 이것은 대중을 대상으로 행해지지는 연설과 같은 성격이 아니라 특정 개인을 대상으로 하는 교육이었다. 고대 그리스 사회에서 교육은 개인의 정체성을 결정하는 기본적인 요소 중 하나였다. 한 개인의 사회적 지위에 따라 받는 교육의 내용이나 교육의 수준이 천차만별이었으며, 교육이 이루어지는 지역마다, 교육자의 가치관에 따라 교육방식과 내용에 차이가 있었다.
대부분의 경우에, 고대 그리스 사회에서 정규 교육의 대상은 남성에게만 한정되었고, 여성, 노예, 외국인 등은 교육을 받을 수 없었다. 어린 소녀는 가정에서 자신의 어머니로부터 비정규적인 형태의 교육을 받았는데, 그 내용은 가정주부로서 어떻게 집안일을 하고 자신의 남편에게 어떻게 봉사하는 지에 대한 것이었다. 당시 여성의 역할은 가정을 돌보는 것, 자녀의 양육, 음식의 제공, 의류의 제작 등에 국한되었다. 그러나 스파르타에서는 다른 그리스의 폴리스와는 다르게, 여성에게 여러 역할을 요구하였고 이에 따라 여성에 대한 정규교육이 제공되었다.
고대 그리스 세계는 문학, 철학, 예술, 과학을 처음으로 만들어 탁월한 수준으로 발전시켰다. 그리하여 그리스 문화는 고대정신의 핵심을 이룸으로써 서양문화의 기초를 제공하였다. 이러한 고대 그리스의 문화는 서양교육의 발전 과정에서 대단히 중요한 위치를 차지하고 있다. 서양교육의 역사적 전형을 고대 그리스 교육에서 찾을 수 있으며, 고대 그리스의 교육적 정신과 가치들이 서양 교육정신의 주요한 밑바탕이 되었다. 실제로 고대 그리스의 교육사상과 이론 그리고 교육실제는 서양 모든 나라의 교육이론과 교육실천을 형성하는 데 막대한 영향을 미쳤다.

## 초기의 교육

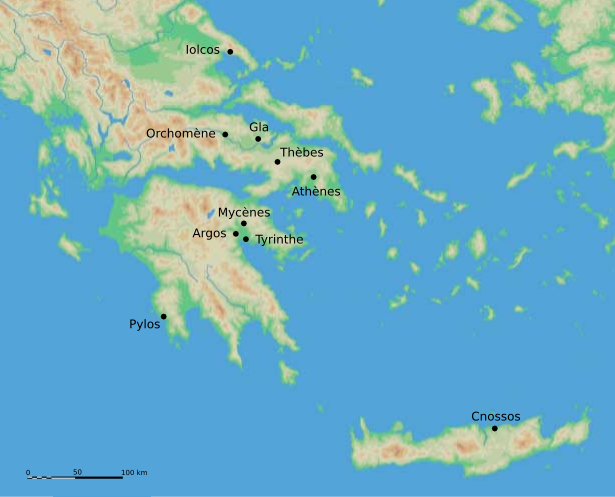
그리스 문명 태동기의 지역

고대 그리스의 초기 시기는 아테네나 스파르타와 같은 폴리스가 형성되기 이전인데, 이 시기에 쓰여진 기록은 단 하나도 전해지지 않는다. 이 시기를 묘사한 기록은 그리스의 시인 호메로스가 쓴 일리아드와 오디세이아 정도가 있다.
사실, 일리아드와 오디세이아에는 교육에 대한 구체적인 언급이 거의 없고, 또 글을 쓰거나 시를 짓는 등의 교육을 받은 사람이 마땅히 할 만한 행동에 대한 언급도 거의 없다. 이는 초기 그리스 시대에는 공식적인 교육 체계가 없었음을 의미하는 것이다. 호메로스의 시에서 교육이 구체적으로 언급되어 있는 것은 아킬레스의 훈련을 다룬 두 부분인데, 일리아드 9권에 피닉스가 아킬레스에게 ‘너의 아버지가 어른들이 서로 다투어 명성을 얻으려고 하는 참혹한 전쟁이나 정치적 집회에 대한 기술이 없는 어린 아이인 너를 집에서 내보내 나를 선생으로 삼았다. 그리하여, 너의 아버지는 너를 말과 행동, 이 두 가지에서 모두 뛰어난 사람이 되도록 가르치라고 나에게 보냈다.’라고 말한다. 이 구절은 당시 지배계급의 젊은이를 위한 교육에서 변론과 무술이 교육의 중요한 부분을 차지하고 있었음을 보여주는 것이다.
그런데 위의 문헌에서 나온 것과 같이 당시에 과연 변론이 인간에게 주요한 기술이었는가라는 의문을 제기하는 학자들도 있다. 그러나 오디세이아 1권에 기술되어 있는 것과 같이 당시 고대 그리스 초기에도 변론이 상당히 중요했던 것은 확실한 것으로 보인다. 여하튼, 이 시기의 교육에 대하여 의심할 여지가 없는 것은, 교육이 전적으로 실용적인 목적으로 이루어졌고 말과 행동에 대한 이중의 훈련에 대한 책임과 권한이 전적으로 자녀의 아버지에게 있었다는 점이다.
한편, 호메로스의 시에서 교육이 언급된 둘째 경우도 역시 아킬레스에 대한 것이다. 이 부분은 지나가는 말로 아킬레스가 켄타우로스인 늙은 케이론에게서 치료의 기술을 배웠다는 것이 언급되어 있다. 이는 가정에서 감당할 수 없는 것 이상의 교육이 필요한 경우 그 분야에서 유명한 사람의 제자로 들어갔음을 보여준다. 이러한 경우의 교육은 학교와 같은 교육기관에서 이루어졌다기 보다는, 교사와 학생 사이의 사적 관계에서 이루어졌다고 보는 것이 타당할 것이다.
헤시오도스의 문헌은 호메로스가 묘사한 시대 이전의 교육에 대한 내용도 담고 있다. 헤시오도스의 작품에는 주술과 축귀의 의식, 야수 숭배, 거석 숭배, 귀신과 신인 동형의 신들, 인신공양 등의 내용이 나타나는데, 이는 당시 사회에서 원시적 형태의 교육이 이루어졌음을 의미한다. 이 시기에는 어떠한 집단에 새로이 가입하는 사람은 그 가입에 정당성을 부여하는 적절한 의식을 거쳐야 했는데, 이러한 의식 중 가장 대표적인 것이 ‘성인식’이었다. 헤시오도스의 작품에 따르면, 성인식에 참가하기 위해 젊은이는 상당 기간 동안 가정을 떠나 격리된 생활을 해야 했다. 이 때 젊은이들은 여러 종류의 시련(단식, 채찍 맞기 등)을 겪어야 했다. 이와 같은 성인식을 통과하여 성인의 지위에 들면, 성인으로서 행해야 할 여러 역할들을 배웠다. 이 과정에서 부족의 전통과 관습, 금기와 혼례에 대한 사항 등을 배웠다.
고대 그리스 사회에서 이러한 성인식은 매우 중요한 의미를 지니고 있었던 것으로 보인다. 당시에는 인간의 어떤 행동이나 혹은 특정한 어떤 사람이 부족 전체에 저주를 몰고 올 수도 있다는 인식이 있었으며, 이 때문에 성인들은 젊은이들에게 부족의 안전을 위한 올바른 행동을 가르치고자 했다. 이러한 상황에서 성인식은 이전에 교육받은 바를 평가할 수 있는 좋은 기회였다. 물론 성인식에는 채찍으로 때리거나 단식 하는 것과 같은 교육적 의미와 무관해 보이는 육체적 고통도 들어 있었다. 미신적인 저주에 대한 공포가 점차 사라지고 문화가 발달하면서, 성인식의 방식이 변화하게 되었다. 관습의 요구에 따르는 무의미한 맹목성을 극복하고 세태의 변화와는 무관한 항구적인 진리를 가지는 도덕교육적인 측면으로 변화되어 갔던 것이다.

## 스파르타의 교육

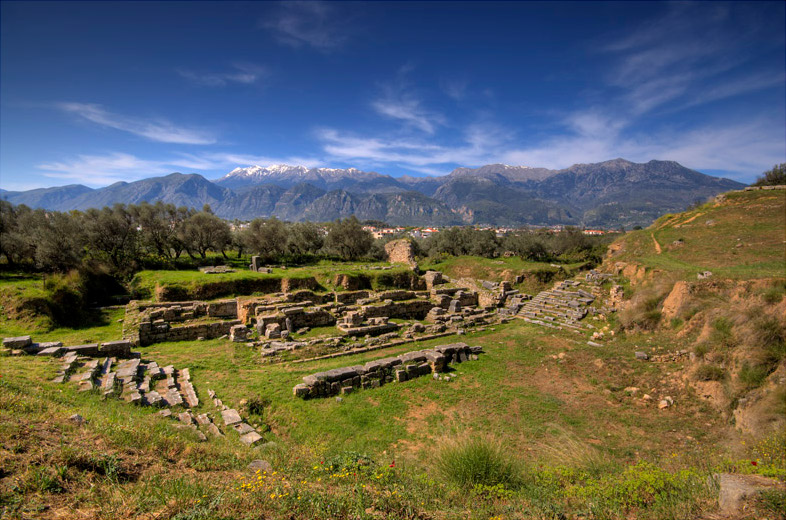
스파르타 유적

스파르타라는 국가의 독특성과 효율성의 기초가 되었던 교육체제는 기원전 9세기에 리쿠르고스의 입법에 의해 정립된 것으로 전해진다. 그러나 이 통설에는 2중의 오류가 있음이 많은 교육사학자들에 의해 지적되고 있다. 먼저, 리쿠르고스가 한 것이건 누가 한 것이건 간에 어떤 입법에 의해 생겨난 것으로 여겨지는 스파르타식 생활의 특징은 당시 고대 그리스 세계의 공통적인 현상이었기 때문에 누군가에 의해서 새로이 만들어진 것이라고 보는 것은 타당하지 아니하다. 다만, 스파르타는 북으로는 험준한 산맥과 남으로는 해안을 마주하고 있어 다른 그리스 국가들에 비해 뒤처지고 잊혀진 채 오랜 기간 동안 이전의 생활방식을 고수하고 있었던 것이다. 둘째로, 역사시대에 들어 스파르타를 경직된 군사체제로 만든 급격한 입법상의 변화는 기원전 9세기에 시행된 것이 아니라 기원전 7세기에 시행된 것이다.
기원전 7세기 말경까지 스파르타인들은 그리스의 다른 도시국가들과 함께 발전해 나가다가 어떤 이유에선지 갑자기 사회발전을 멈췄다. 스파르타가 있었던 지역의 아르테미스 신전에서 발견된 유물은 당시 예술에 갑작스러운 변화가 있었음을 보여준다. 기원전 7세기 전까지의 스파르타인들은 우아한 것은 우아하게, 해학적인 것은 해학적이게 해석하는 전형적인 그리스적 미학감각을 보여주는 활기찬 예술 활동을 하였다. 그러나 기원전 7세기 말을 기점으로 그러한 아름다움은 사라지고, 신성한 물건에조차도 그들의 유머감각을 표현하던 기괴한 면모가 자취를 감추었다. 기원전 8세기부터는 올림픽 경기의 우승자 명단에서 스파르타인들이 이전 시기에 비해 소수만 등장한다는 사실은 그러한 사실을 일정 정도 반증한다.
이러한 스파르타의 변화는 그들의 인구 구성에서 비롯된 것으로 여겨진다. 스파르타에는 지배계급보다 농노와 거기에 오래전부터 거주하고 있던 원자유민들의 인구가 훨씬 많아서 권위적 지배를 행해야 했기 때문이다. 스파르타는 국토의 경작 가능한 부분을 여러 개의 할당지로 분할하고 그 각각을 국가 농노의 경작에 의해 한 사람의 중무장 보병(helot)과 그 농노의 가족을 부양할 수 있게 하여 사회적인 문제와 군사적인 문제를 한꺼번에 해결하였다. 이러한 방식으로 스파르타의 지도자는 기존 귀족 체제에 입각하여 군인의 국가를 만들려는 목적으로 국민의 생활방식 전체를 재조직하였다. 리쿠르고스건 아니건 이러한 생활방식의 재조직을 이룩한 사람은 상당한 지혜를 갖고 국가의 군사적 목적을 위해서는 그것에 부합하는 교육을 실시하는 것이 근본적으로 중요하다는 것을 인식하고 있었으며 스파르타의 전통에 맞는 올바른 교육과 훈련을 모든 시민에게 의무적으로 부과하였다.

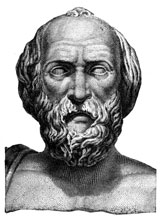
리쿠르고스

고대 그리스의 다른 도시국가에서는 부모들이 각각의 자녀를 거의 자신의 의사에 따라 마음대로 교육해도 좋도록 되어 있었다. 그러나 스파르타에서는 국가가 정하는 훈련을 거치지 않은 사람은 그 누구도 시민으로서의 권리를 가질 수 없었으며, 국가로부터 토지를 할당받을 수도 없었다. 스파르타에서는 성인들의 생활뿐만 아니라 아동의 생활도 모든 세부사항에 이르기까지 직간접적으로 국가의 통제를 받았다. 신생아는 태어난 지역의 장로들에게 검사를 받아야 하는데, 만일 허약한 아이로 판정되면 저절로 죽도록 내버려 두거나 농노들에게 넘겨주었다. 이 검사에 합격한 신생아는 일곱 살까지는 가정에서 어머니의 손에 양육되다가 그 이후에는 가정의 통제에서 지역사회와 국가의 통제로 이관되었다.
7~8살까지는 남성 아동들은 점차 단계가 높아지는 여러 단계의 훈련을 받는다. 이러한 훈련을 거쳐 18세가 되면, '에페보스(ephebos; 사관후보생)'가 되며 이때부터 허드렛일과 같은 사소한 훈육에서 벗어나게 된다. 에페보스는 지방 각지로 파견되어 비밀리에 농노들의 동정을 살피는 임무를 수행하며 변방 수비 임무를 띠고 군인으로 복무하는 일을 한다. 이러한 시보훈련은 20세까이 이루어진다. 시보훈련을 마치면, 성인으로서의 권리를 획득할 수 있지만, 시민으로서의 완전한 권리를 누리려면 10년을 더 기다려야 했다. 시민권을 획득한 후에도 끊임없이 군사훈련을 받아야 하며, 늙어서 그 능력이 없어질 때까지 항상 전장에 나갈 채비를 하고 있어야 했다.
스파르타의 교육의 전반적 성격을 결정한 것은 군사적 효율성에 대한 것이었다. 태어나서 죽을 때까지 아동과 성인의 일상생활은 모두 군대의 병영생활과 조금도 다름없이 엄격하였다. 남자 아동들은 사시사철 맨발로 다녔으며 홑옷을 입었다. 한 평생을 전장에서 살아야 하는 사람처럼 음식은 거칠고 침대는 딱딱하였다. 매일매일 스파르타인들은 수영이나 사냥과 같은 운동과 야외 활동으로 여념이 없었다. 아주 어린 나이부터 스파르타인들은 끊임없는 감독에 있었다. 7세가 되어 어머니 곁을 떠나면 남자 아이는 그 아버지들이 전쟁에 대비하여 조직되어 있는 것과 마찬가지로, 지역별로 '도(徒)', '제대(梯隊)'에 소속되어 층층이 계급별로 조직된 장교들 밑에서 대단히 엄격한 훈련을 받았다.
제대(梯隊) 내에서 가장 용감하고 재주 있는 청소년은 제대장으로 임명되어 일종의 준사관으로 일을 하였다. 제대에서 훈련은 '에이렌(Eiren)'의 지도아래 이루어졌다. 에이렌 위에는 '파이도노모스(paidonomus)'라는 국가의 관료가 있어서, 여러 부관들의 보위를 받으며 부대를 지휘하였다. 이들 직업적 군인 이외에도 모든 성인시민은 누구나 아동들이 하는 일을 예리하게 지켜보면서 정규 훈련관을 대신하여 아이들을 관리ㆍ감독할 수 있었다.
스파르타의 교육은 전반적으로 인간의 개성을 말살하는 결과를 가져온 것은 사실이지만, 또한 거기에는 젊은이들로 하여금 실제적인 면에서 재치 있고 영리하게 일을 처리하도록 가르치는 세심한 배려가 있었다. 예를 들어, 에이렌(Eiren)은 자신이 거느리고 있는 아동들을 밖으로 보내어 저녁거리에 사용할 장작과 채소를 훔쳐오게 하였다. 플루타르코스는 「리쿠르고스 장」에서 ‘그들은 약초 항아리를 보면 정원에 몰래 숨어들어 가든지 공동취사장에 살금살금 기어들어 가든지, 하여간 어디서든지 훔쳐 내온다. 그러나 들키기만 하면 누구든지 부주의하거나 멍청하다고 하여 사정없이 매를 맞는다. 또한 양식거리가 될 만한 것이 있으면, 주인이 잠을 자거나 한눈팔 때를 기다려 훔쳐 내온다.’라고 언급하고 있다. 이러한 것은 아동들에게 신속하고 정확한 판단을 하는 것을 가르쳐주기 위해 했던 것이었다. 또, 플루타르코스는 자신의 저술에서, 에이렌이 아동에게 질문을 하고 요령있는 대답을 하는 것을 가르쳤다고 기술하고 있는데, 이는 군(軍) 조직에서 웅변교육과 문학교육이 어느 정도 행해지고 있음을 나타내 주는 것이다.
스파르타의 교육은 재치있고 민첩한 인간을 길러주었지만, 한편으로는 삶에 대한 안목이 좁은 시민을 길러내었다. 이소크라테스의 저술에 의하면, 보통의 스파르타 인들은 글을 읽을 줄 몰랐다. 스파르타 인들은 순전히 실용적인 목적을 위해서만 글 읽는 것을 배웠다는 플루타르코스의 저술에 의하면, 이소크라테스의 그 말은 사실과 다르다고 보아야 할지도 모른다. 사실이 어떠하건, 글 읽는 것을 스파르타인들은 대수롭게 여기지 않았다는 것, 그리고 국가에서 시행하는 교육에서 글 읽는 것이 중요한 부분을 차지하지 않았다는 것은 확실한 것으로 보인다. 이러한 기조에서 문학과 예술이 스파르타의 교육체제에서 아무런 자리를 차지할 수 없었던 것은 당연하다. 이에 대해 소피스트인 히파아스는 ‘스파르타인들이 배우려고 하는 것은 위인과 영웅의 족보, 도시의 건설, 고대 유물뿐’이라고 언급한 바 있다.
그런데 스파르타 교육의 가장 큰 특징은 여성에 대한 교육이었다. 그리스의 다른 도시국가에서 여성은 가정의 울타리에서 외부 세계와 격리되어 자랐으며 가사에 관계되는 것 이외에는 교육을 받을 수도, 교육을 받지도 않았다. 스파르타인들은 교육을 실용적인 목적으로 인식했기 때문에 여성들이 집 밖에서 자유롭게 생활하도록 했고, 용감하고 의지 굳은 남자 아이의 어머니로서 부족함이 없도록, 남자와 거의 다름없는 훈련을 받았다. 여성 아동들은 그들 전용의 운동장에서 남성 아동들이 하는 것과 똑같이 뛰고 달리고 공놀이를 하고 원반을 던지고 씨름하고 노래하고 춤추는 것을 배웠다. 남성과 다른 점이 있었다면, 그것은 오직 제대에 소속되지 않고, 운동이 조금 덜 격렬했다는 것이다.

## 아테네의 교육

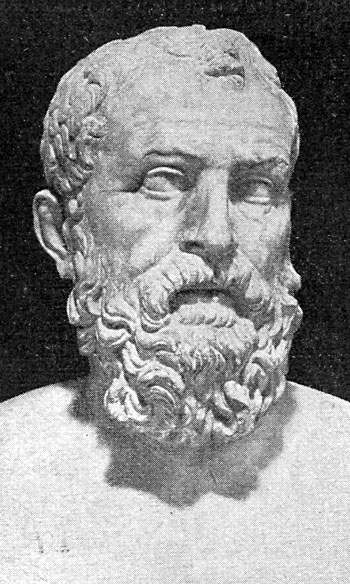
아테네 교육의 기초를 마련한 솔론

아테네의 교육은 곧 고대 그리스 세계에서 스파르타와 크레타를 제외한 전 지역에서 행해진 교육을 의미하는 것 일만큼, 당시에 보편적인 교육이었다. 사실상, 아테네의 교육은 진보적인 그리스 교육의 가장 전형적인 형태인 것이다. 또한, 가장 직접적이고 완전한 자료를 입수할 수 있는 시대이기도 하다.
아테네의 교육의 기원에 대해서는 잘 알려져 있지 않다. 널리 알려진 바로는 솔론이 교육에 대한 최초의 입법을 한 것으로 되어 있다. 솔론은 모든 남자 아이가 수영과 읽기를 배우도록 법으로 정하였고, 학교와 체육학교[palaistra; 레슬링 도장]의 운영에 대한 여러 규정을 제정하여 특별히 임명된 관리로 하여금 그것을 시행하도록 했다. 이러한 규정은 스파르타의 교육체제의 확립과 거의 동일한 시기에 만들어졌으며, 이러한 사실은 교육문제에서 스파르타와 아테네의 차이점이 아주 오래전에 기인된 것임을 시사한다.
스파르타의 교육입법자와 달리 솔론은 그 당시 학교에서 유행하고 있는 교과나 그 당시의 교육 방법에 대해서는 전혀 간섭하지 않았고, 다만 학생의 연령과 등급, 파이다고고스(paidagōgos)의 자질, 등하교 시간, 학교 구역 내 성인의 출입금지 등을 법률로 제정하였다. 이는 대체로 학생들에 대한 도덕적 영향을 염두에 둔 것들이다.
솔론이 제정한 그러한 법률이 있었다는 것은 곧 당시 아테네에 ‘학교’가 존재했을 가능성이 크다는 점을 시사한다. 아테네의 학교가 바빌로니아의 학교를 본뜬 것인지 아니면 자생적으로 생겨난 것인지에 대해서는 잘 알 수 없지만, 후자일 가능성이 아예 없는 것은 아니다. 기원전 8세기 경 고대 그리스의 도시국가들이 문명을 형성해 나가기 시작할 때 이미 아테네에서는 페니키아의 표음문자를 본따 만든 그리스 문자를 사용하였고, 호머의 서사시와 같은 수준 높은 문학을 지니고 있었다. 이러한 점들을 고려하면, 당시 ‘말과 행동이 뛰어난 사람’이 되는 것만으로는 충분했던 그런 단계는 분명히 지나 있었던 것으로 여겨진다.
이런 아테네에서는 일상생활에서 문자 생활이 중요한 위치를 차지하고 있었으며, 이러한 환경에서는 학교가 필요한 상황이었다. 여러 정황들로 볼 때, 적어도 기원전 7세기 초에는 아테네에 학교가 있었던 것으로 여겨진다. 이러한 학교는 국가가 세운 것이 아니라 개인이 설립한 사립학교였던 것 같다.

### 구교육
아테네의 교육 중 ‘구교육’은 기원전 6세기로부터 기원전 5세기 중엽, 그리스 전체에서 아테네의 국력이 절정에 달했던 시기까지 이뤄진 교육이다.
이 시기에 아테네의 교육과 스파르타의 교육 간의 차이는 계속 커져갔다. 하지만 두 경우를 모두 교육이라고 부르는 데에는 최소한 한 가지 공통점이 있기 때문이다. 즉, 두 국가에서 교육은 모두 실제적인 성격을 띠고 있었으며, 아이들에게 국가의 일원으로서 성인 활동을 해 나갈 수 있도록 준비시켜 주는 데에 직접적인 목적을 두었다는 것이다. 그러나 스파르타와 아테네는 생활방식이 달랐던 만큼, 두 국가의 교육에서도 그와 같은 차이가 나타날 수밖에 없었다. 스파르타의 소년은 '군인 시민'이 되도록 훈련된 반면에, 아테네의 소년은 전쟁을 위해서만이 아니라 평화 시를 위해서도 훈련 받았다. 그리하여 스파르타의 교육에서는 특정한 형태의 체육이 으뜸가는 관심사였음에 비하여, 아테네의 학교에서는 체육과 함께 가장 포괄적인 의미의 음악을 교육했으며, 체육마저도 아테네의 정교한 심미적 감각에 맞게 수정되어 교육되었다.
구교육 시기에는 체육이 교육의 중요한 부분을 차지하였다. 사실, 이 시기에 국가 당국이 교육에 관심을 갖는 부분은 체육 분야가 유일했다. 소년들은 훈련을 받기 위해 ‘사설 체육학교(palaistra; 레슬링 도장)’에 다녔다. 소년기를 갓 벗어난 청년들은 ‘아카데메이아(Akademeia)’나 ‘퀴노사르게스(Cynosarges)’라는 두 개의 공립 체육학교(귐나시온; gymnasium) 중 하나에 다녔다.
체육학교(palaistra)에 다니는 어린 학생들(7~8세)은 교육을 받기 시작하는 단계이고, 신체적 조건이 보통의 운동에 적합하지 않기 때문에 올바른 자세와 가벼운 신체적 동작을 배우면서 공놀이와 같은 아이들이라면 누구나 좋아할만한 여러 놀이를 학교에서 배웠다. 본격적인 체육훈련은 그 효과가 충분히 나타날 수 있는 12~13세부터 시작되었다. 이 나이의 소년들은 높이뛰기, 달리기, 씨름, 창 던지기, 원반 던지기 등으로 된 ‘오종경기(Penthalon)’의 기술을 습득하기 시작했고 또 아마 체육관 바깥에서 그리스 민족의 전통 무용을 배울 기회도 있었을 것이다. 이러한 교육과정을 거치면서 학생들은 전쟁에 적합한 몸을 갖춤은 물론, 우아하고 잘 발달된 몸매를 갖추었다.

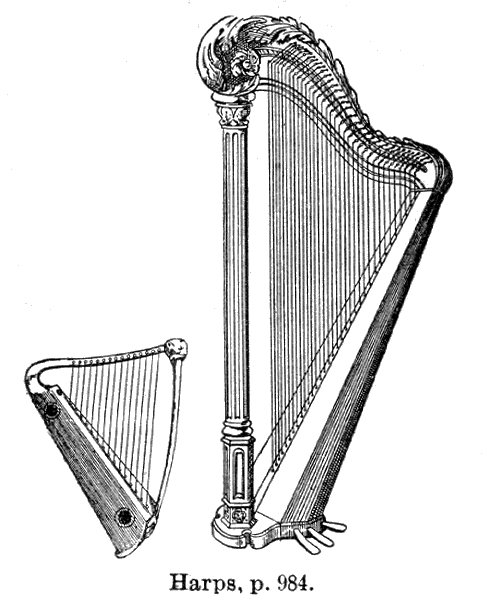
아테네 구교육 시대 음악학교에서 교육했던 하프

아테네인들은 체육교육 이외의 일반교육을 받기 위하여 별도로 시간을 내어 음악학교[didas caleum]에 다니면서 ‘하프(kitharistes) 연주가’(kitharistes)의 교육을 받았다. 이 학교는 본래 노래와 하프연주와 같은 음악에 국한된 교육을 했지만, 신교육 중기부터는 음악 이외에 문자 사회에서 필요한 읽기, 쓰기, 셈하기 등의 교과도 교육하게 되었다. 프로타고라스는 음악학교와 관련하여 다음과 같이 연설한 바가 있다.
| “ | 아이의 부모와 친척은 아이가 말귀를 알아들을 수 있는 나이가 되면 즉시 아이의 교육을 시작합니다. 그후에 부모는 아이를 교사에게 보내면서 문자와 음악보다는 아이의 품행에 훨씬 더 주의를 기울여 달라고 부탁합니다. 또한, 아이가 글자를 배워서 글의 뜻을 알 나이가 되면 부모는 아이의 손에 위대한 시인의 작품을 쥐어 주고 거기에 들어 있는 수많은 훈계와 이야기, 옛날의 훌륭한 사람들에 대한 찬양을 읽게 합니다. 부모는 아이에게 그 시를 외우도록 하면서, 그 시에 나오는 사람들을 모방하라고, 그 사람들과 똑같은 사람이 될 열망을 가지라고 합니다. 이와 마찬가지로, 하프교사는 그의 어린 제자가 절제하는 사람이 되도록, 악행에 빠지는 일이 없도록 정성을 다하여 보살핍니다. 아이에게 하프의 연주를 가르치고 나면 그 교사는 위대한 서정시인이 쓴 그 밖의 여러 시를 소개하고 거기에 음악을 붙여서 아이의 영혼이 온통 화음과 운율에 젖도록 합니다. 이렇게 하여 그 교사는 아이가 화음과 운율을 갖춘, 보다 온순하고 말과 행동에 막힘이 없는 사람이 되도록 합니다. 사람의 삶에는 모든 면에 화음과 운율이 필요한 것입니다. 그 다음에 부모는 아이를 체육교사에게 보내어, 몸이 마음의 덕을 좀 더 잘 뒷받침할 수 있도록 하고 신체적 허약 때문에 전쟁에서나 그 밖의 어떤 경우에서든지 겁쟁이가 되지 않도록 합니다. 오늘날 그럴 만한 돈이 있는 사람은 누구나 그렇게 합니다. | ” |

프로타고라스의 위와 같은 연설내용에서 아테네의 초등교육에 대해 많은 것들을 알 수 있다. 아테네의 아동은 7살 정도에 음악학교(didas caleum)에 들어가서 문자를 배우기 시작한다. 글을 읽을 수 있게 되면, 곧 아이는 호머 시의 부분 부분을 받아 쓰기 한 것을 자신의 독본으로 하여 그 시를 공부하고 암기한다. 그 후에 아이는 교사 앞에서 자신이 외운 부분을, 인물의 동작을 극적으로 표현하면서 암송한다. 좀 더 나이가 들면 아이는 음악을 공부하기 시작하면서 노래와 하프 연주를 배운다. 이 때 아이는 악기 연주를 그 자체만으로 배우는 것이 아니라 자신이 부르는 노래에 반주를 할 수 있도록 배우며, 하프를 배우는 것과 함께 서정시도 동시에 배운다. 음악학교에서 교육기간은 아동의 능력과 배경적 조건에 따라 다르지만 대체로 14세까지였다.
구교육의 내용이 이전 시기의 교육보다 상대적으로 많이 알려져 있기는 하지만, 세세한 부분까지 알려져 있는 것은 아니다. 학생들이 체육과 음악을 어떠한 비율로 공부했는지 알 수 없고, 학교의 일과표가 어떻게 구성되어 있는지 알지 못한다. 다만, 아이가 해가 뜰 무렵에 파이다고고스를 따라 학교에 가서 해가 질 때까지 온종일 학교에서 하루를 보내며, 점심 때만 잠시 집에 와서 식사를 했다는 것은 솔론의 법에 의해 알 수 있다. 그러나 체육과 음악을 별도로 정해진 시간에 가르쳤는지, 또 그 시간이 언제였는지는 순전히 추측에 의존할 수밖에 없다.
아테네 구교육에서 중요한 역할을 맡고 있었던 체육학교(palaistra)와 음악학교(didas caleum)가 서로 분리되어 있었는지는 명확하지 않다. 하지만 두 교과를 각각 다른 교사가 다른 공간에서 가르쳤다는 것은 확실하며, 이것으로 미루어 보아 그 두 학교가 상당히 다른 종류의 학교였다는 것도 충분히 짐작할 수 있다. 그러나 또한, 두 학교가 긴밀한 관련을 맺고 있었다는 것도 충분히 있을만한 것이며, 따라서 서로 완전히 붙어 있지는 않았다 하더라도 동일한 구역에 있었던 것만큼은 분명한 것으로 여겨진다. 이후 신교육 시대에 체육학교가 지적 문화와 밀접한 관련을 맺고 있었다는 것이 이것을 입증해 준다.
구교육 시대에 교육당국은 중등수준의 지적, 도덕적 교육에 대해 큰 관심을 갖지 않은 것으로 여겨진다. 14~15세쯤, 부유한 집의 아이들은 ‘사설 체육학교(palaistra; 레슬링 도장)’에서 ‘공립 체육학교(귐나시온; gymnasium)’로 진학하여, 2년간 체육교사(paidotribe)의 전문적 지도 아래 이전에 배웠던 것 보다 높은 수준의 신체 단련 운동을 한다. 이 2년간의 교육을 모두 이수하면 공공집회에 참석할 수 있게 되고 극장과 법정에 출입할 수 있게 된다. 이와 같이 성인의 활동에 참여함으로써 청소년들은 비형식적 교육을 받았던 것이다.
이 시대의 청년들은 길거리를 걸어갈 때마다 세계에서 가장 훌륭한 예술 작품을 보았고, 매일매일 말솜씨가 훌륭하고 경험이 풍부한 인사들이 정치적 쟁점에 대해 토의하는 것을 듣거나 거기에 참여할 수도 있었다. 봄에는 디오니소스 극장에서 연극을 볼 수도 있었다. 그야말로 삶 자체가 곧 교육이었던 것이다. 이러한 과도기 훈련을 2년 내지 3년 거치고 나서 18세가 되면 시(市)의 명부에 자신의 이름을 등재하고 에페보스가 된다. 아테네의 파르테논 신전에서 거행되는 입단식에서 새로운 에페보스들이 행하는 선서는 에페보스 훈련의 정신을 잘 나타내 주고 있다.
당시 에페보스들이 입단식에서 행한 에페보스 선서는 아래와 같다.
| “ | 나는 나의 신성한 무기를 더럽히지 않으며 대열에 있는 나의 동료를 저버리지 않는다. 나는 단독으로든 나의 동료들과 함께든 간에, 신전과 공공재산을 지키기 위하여 싸운다. 나는 나의 조국이 내가 처음 알았을 때보다 더 작은 나라가 아닌, 더 크고 훌륭한 나라가 되는 것을 보고 죽는다. 나는 나의 상관에게 복종하며 현재 있는 것이건 장차 제정될 것이건 간에 모든 법령을 준수한다. 누구든지 법령을 뒤엎거나 어기려고 하는 사람이 있으면 나는 단독으로든 나의 동료들과 함께든 간에 그 법령을 수호하기 위하여 끝까지 항쟁한다. 나는 신전과 우리 조상의 종교를 명예롭게 한다. 아글라우로스, 아레스, 제우스, 탈로스, 아욱소스, 헤게모네, 여러 신들이여! 나를 도와주소서! | ” |

이 선서를 마치면 보통의 교육은 완전히 끝나게 되고, 이후 1년 동안 에페보스는 또래의 모든 젊은이들과 함께 열심히 일하면서 각종 무기의 사용법과 다양한 전투동작을 배우며 국가가 임명한 교사가 검열관의 감독 하에서 여러 가지 운동경기를 한다. 이 1년간 훈련이 끝나면 그는 국가로부터 창과 방패를 지급받고 다시 1년 간 순찰대의 일원으로 복무하면서 변방을 지키며 밀수업자와 약탈자를 적발한다. 그러나 이 격심한 훈련 중에도 에페보스에게는 이따금 휴식의 기간이 있었다. 극장에는 에페보스를 위한 특별 지정석이 마련되어 있으며, 축제일에는 에베보스의 참석이 필수적으로 되어 있었다. 이러한 에페보스들의 다양한 활동이 파르테논 신전의 벽에 새겨져 있었다. 이 에페보스 훈련은 아테네가 마케도니아에 정복되어 더 이상 군인이 필요하지 않게 될 때까지 계속 이어져 내려왔다.

### 신교육

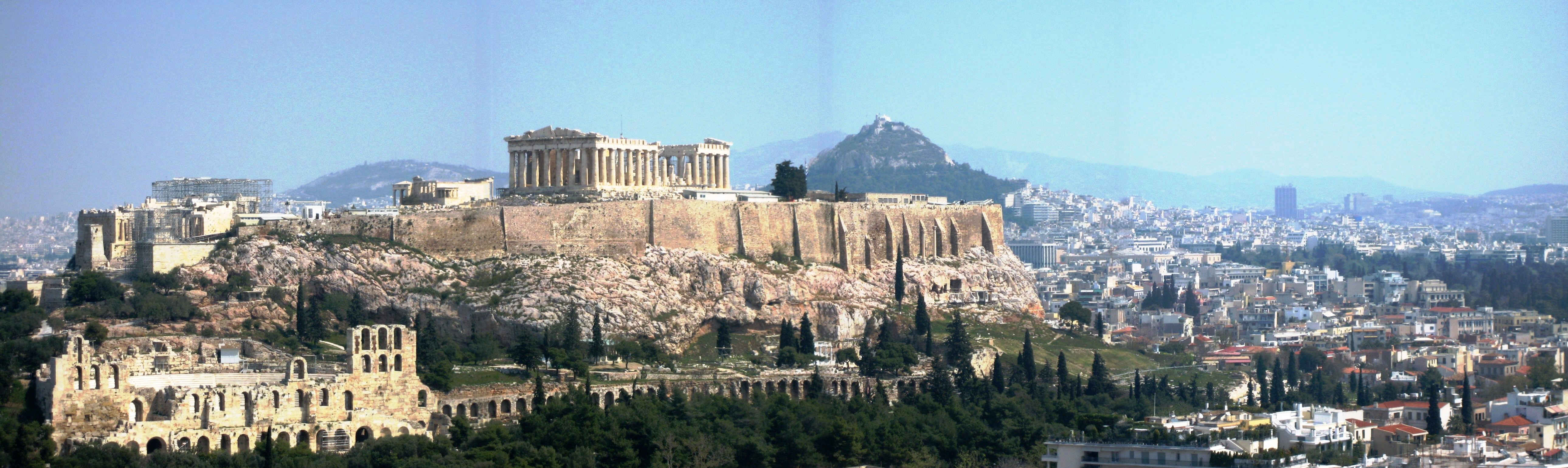
신교육 시대 소피스트들의 교육이 펼쳐졌던 아테네의 아크로폴리스의 모습

기원전 5세기 경의 아테네의 급격한 경제ㆍ정치적 변화로, 구교육을 대체하는 신교육이 등장하게 되었다. 원래 아테네는 주로 농업에 의존하여 생활하는 농업국가였으나, 테미스토클레스가 아테네를 그리스 최강의 해양국가로 만들려고 노력한 결과로 무역업이 크게 성장하였고, 그에 따라 상인들이 중산층으로 성장해 정계에 진출하면서 종래의 지배계급이었던 지주귀족들과 우위를 겨루게 되었다. 이 두 계급 사이의 갈등에서 빚어진 최종적인 결과는 빈부와 관계 없이 모든 자유민이 동등한 권리를 가지는 민주주의의 확립이었다.
이러한 민주주의의 확립 이후 그리스 전체가 페르시아 전쟁에 휘말리게 된다. 이 전쟁에서 고대 그리스의 도시국가 전체가 단합하여 승리하였는데, 아테네는 전후 그리스의 중요한 중심지로 부상했다. 이후 아테네는 주위 국가들을 제국으로 전환시키면서 스파르타와 함께 그리스 세계의 종주국으로서 군림하게 되었다. 이러한 국력의 확장은 야심있는 젊은이들에게 새로운 출세의 길을 열어주었고, 그에 따라 이 새로운 상황에 젊은이들을 준비시켜줄 교육이 요구되게 되었다. 이러한 요구는 바로 그런 종류의 교육을 해줄 수 있다고 공언한 '소피스트'라고 불린 새로운 부류의 교사들의 출현에 의해 즉각적으로 충족되었다. 이와 동시에 부와 정치적 기회가 급격히 확장되면서 시민들의 기질과 습관에 근본적인 변화가 생겼다. 페르시아 전쟁을 거치면서 이전의 소박한 생활이이용준하밥 사라지고 사치풍조가 아테네 전반에 만연하게 되었다.

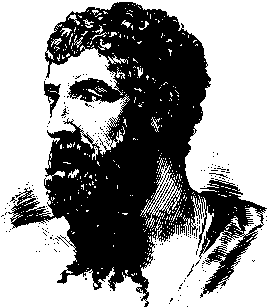
아리스토파네스 아테네의 대표적인 희극 작가이다.

당시의 저명한 문법학자였던 아리스토파네스는 《구름(Clouds)》이라는 아래와 같은 연극에서 아래와 같은 대사를 통해 변화된 신교육의 초등교육을 비판하였다.
| “ | 우선, 아이들은 말을 해서는 안 되게 되어 있었어요. 같은 구역에 사는 아이들은 모두, 심지어 눈이 한 자나 쌓였다 하더라도 얇은 옷을 입고 줄을 맞추어 거리를 질서정연하게 행진하면서 음악학교로 갔어요. 거기서 아이들은 노래 가사를 외우는 교육을 받았어요. 다리를 꼰다는 것은 있을 수 없었어요. 아이들은 “도시의 무서운 약탈자 팔라스”라든가 “멀리서 들리는 비명 소리”같은 가사를, 우리 조상들이 물려준 멜로디에 맞추어 힘차게 고함을 지르면서 외웠어요. 누구든지 제대로 따라하지 못하거나 요사이 새로 유행하는, 귀에 거슬리는 천박한 떨림 소리를 집어넣는 아이가 있으면, 그 아이는 뮤즈(Muse)신을 모독하였다고 하여 지독하게 매를 맞았지요. | ” |

아리스토파네스의 구절에서 그는 암암리에 신교육의 초등교육에 대하여 가한 주요 공격은, 이전의 엄격한 훈련이 해이해져서 아이들이 겸손하지도 않고 품행도 나빠졌다는 것과 윗 세대에 애송되었던 전통적인 서정시와 서사시가 보잘 것없는 최신 작가가 쓴 작품으로 대치되었다는 것, 음악에 여러 가지 군더더기가 붙어서 엄격한 단순미가 사라지고 그 교육적 가치가 저하되었다는 것이다.
신교육 시기에 이르러, 음악교육과 사장교육(詞章敎育) 간에 구분이 생기게 되었다. 기존의 음악교사(kitharistes) 이외에 읽기, 쓰기, 셈하기, 그리고 호머와 헤시오도스와 같은 위대한 시인의 시를 암송하도록 지도하는 문자교사(grammatistes)가 등장하게 되었다. 이러한 음악과 사장의 분리는 당시에 보수적인 성향을 지닌 인사들이 매우 못마땅하게 여겼다. 구교육 시대에 아이들은 악기를 연주하면서 노래를 부르도록 교육받았기 때문에 기악은 하프에 국한되었었다. 하지만 신교육 시기의 음악교육에서는 가사와 곡조가 분리되었기 때문에, 피리와 같은 악기가 기악교육의 영역으로 들어오게 되었다.
위와 같은 초등교육의 변화는 중고등교육에 비하면 사소한 것에 불과한 것이었다. 구교육 체제에서는 초등교육기관인 체육학교(palaistra)와 음악학교(didas caleum)를 졸업한 후 18세에 에페보스 선서를 할 때까지 특별한 교육이 행해지지 않았다. 그러나 신교육에서는 이 기간에 적극적인 교육이 이루어지게 되었다. 이 시기의 교육은 개인의 의지와 배경적 조건에 전적으로 결정되었다. 이 시기의 교육은 두가지 코스(kours)로 이루어진다.
첫 번째 코스는 공공생활에 참여할 젊은이를 위한 것이었다. 그리스의 민주정치에는 정치적 권력이 웅변가의 손에 달려있었으며, 이 때문에 정치에서 두각을 나타내고자 하는 청년들은 누구나 유능한 대중연설가가 되는 훈련을 받고자 하였다. 유능한 대중연설가가 되는 데에는 특별한 훈련이 반드시 필요했는데, 이러한 것을 담당한 사람들이 바로 소피스트였다. 소피스트라는 말의 의미는 지혜있는 자라는 것이지만, 당시 아테네에서는 그 의미가 축소되어 ‘공공활동에 대한 준비로서 젊은이들에게 사장과 수사학 교육을 해 줄 수 있다고 공언한 외국인 교사’를 지칭하게 되었다. 최초의 소피스트로 알려진 프로타고라스는 기원전 450년 경에 아테네에 등장하였으며, 그 이후 많은 소피스트들이 아테네로 계속 몰려들었다. 그들의 학설과 이론은 상이했으며, 대단히 훌륭한 사람부터 사기꾼에 이르기까지 각양각색이었다.
초기의 소피스트들은 모두 아테네보다 사변이 훨씬 자유로운 그리스 이외 지역에서 왔다는 특징이 있다. 그들은 모두 젊은이들에게 삶의 지혜를 가르쳐줄 수 있다고 호언장담하였다. 시간이 흐르면서 소피스트들의 이론과 견해에도 어느정도 일치점이 생겼다. 소피스트들은 대개 인간에 대한 학문을 추구했는데, 주로 설득의 기술에 큰 관심을 가졌다. 특히, 일류급의 소피스트들은 학생에게 논리학, 윤리학, 문학비평론 등 범학문적인 철학교육을 제공하였다.
두 번째 코스는 초기 그리스 사상이 나타낸 과학적 전통을 충실히 따르면서 학문을 그 자체로 추구하는 청년을 대상으로 한 것이었다. 이러한 교육의 제공도 아테네 밖의 세계에서 온 사람들에게서 이루어졌다. 가장 대표적으로 피타고라스 학파의 영향에 있는 소피스트들이 이러한 코스를 이끌었다. 피타고라스 학파의 소피스트들은 청년들에게 기하학, 천문학, 화성학, 기하학의 한 부분으로 여겨졌던 산술 등을 교육하였다.
아테네에 소피스트가 등장한지 50여년 만에 소피스트들은 아테네의 교육을 석권하였다. 그들이 도입하고 발전시킨 새로운 학문은 아테네 교육의 중요한 부분이 되었다. 그러나 시간이 지날 수록 아테네에서 외국인 소피스트들의 교육 수요는 낮아져갔다. 이미 아테네인들이 소피스트들이 지니고 있던 지식을 거의 다 배워서 더 이상 외국인 교사에게 의존할 필요가 없어졌기 때문이다. 이러한 상황에서 기원전 5세기 후반에 최초의 아테네 출신 소피스트인 소크라테스가 등장하게 되었다. 소크라테스를 시작으로 소피스트의 지식을 지니고 있으면서 동시에 아테네인들에게 친숙한 자국의 지식을 지니고 있는 아테네 출신의 교사들이 계속하여 등장하였다.
소크라테스와 같은 아테네 출신 교사들은 이전에 소피스트들이 했던 것처럼 비체계적인 교육을 하였다. 예를 들어, 소크라테스는 그의 제자임이 확실한 것으로 여겨지는 사람에게도 하나의 체계를 갖춘 연속적인 교육을 하지 않았다. 그는 인간의 삶에 관련되어 있는 여러 종류의 질문들을 통해 비형식적인 토론만 한 것으로 전해지고 있다. 그러나 이러한 방식은 일정한 기간 동안 학생들을 가르치는 교사에게 적합하지 않았다. 그리하여 기원전 4세기경 학교가 설립되게 되었다. 이 학교는 수학과 수사학 같은 교과를 가르치는 교사들이 설립하였으며, 명확한 강의요목과 공식화된 비판 및 토론 방법을 갖추고 젊은이들에게 중등교육을 제공하였다. 이러한 학교 중에서 당시 청년들에게 가장 유명했던 곳이 기원전 390년에 이소크라테스가 뤼케이온(Lykeion) 근방과 자신의 집에 세운 학교, 플라톤이 비슷한 시기에 설립한 아카데메이아(Academeia)와 그 정원에 세운 학교였다. 이 두 사람이 설립한 학교에서 소피스트들의 전통은 두 갈래로 갈라져서 발전하였다.
먼저 학교를 설립한 이소크라테스는 그 개인이 소피스트가 아니라고 하였지만, 분명히 소피스트였다. 그는 소피스트와 마찬가지로 문명세계의 각지에서 몰려든 학생에게서 수업료를 받고 가르쳤다. 이소크라테스는 문체와 어휘 선정에 대해서 가르쳤고, 말을 조리있고 유식하게 하도록 하는 기초가 되는 실용적인 생활철학을 가르쳤다. 이소크라테스가 내세운 목표와 소피스트들이 내세운 목표는 크게 다르지 않았으며, 교육내용 역시 대동소이하였다. 다만 그가 4년이라는 긴 기간 동안 학생을 가르치고, 학생의 능력 여하를 불문하고 누구든지 웅변가로 만들 수 있다고 호언장담하지 않았던 점만은 소피스트와 다르다.
그런데 이소크라테스가 4년이라는 긴 교육기간을 제시한 것은 다른 소피스트들과 구별되게 하는 아주 중요한 요소이다. 4년이라는 교육기간이 당시에는 상당히 길었던 것이기 때문에 학생들은 수사학적 기술을 연습할 기회를 더 많이 가질 수 있었다. 이소크라테스의 학교에서 학생들은 순전히 논쟁의 이론을 배운것만이 아니라 실재로 논쟁을 하였다. 학생들은 당대의 사건이나 역사적 사건에서 나온 여러 주제들에 대해 글을 쓰고 발표를 하였으며, 자신이 한 것과 다른 학생이 한 것을 교사가 설명하고 예시한 원리에 비추어 비판하게 되어 있었다. 이러한 방식의 교육은 학생들이 표현능력과 삶에 대한 높은 안목을 연마하게 하였다.
플라톤의 학교는 이소크라테스의 학교와 달랐다. 플라톤의 학교에서 목표는 진리탐구에 있었으며, 실습이나 실제가 아닌 이론을 추구하였다. 이를 위해서 이 학교에서는 철학적 주장을 고정된 학설로 배우고 그것을 기억하는 것이 아니라, 소크라테스가 사용한 것과 같은 대화법을 이용하여 인간과 세계에 대한 근본적인 관념을 발견하는 것을 목적으로 하는 교육을 실시하였다. 이 학교의 일반적인 교수방법은 플라톤의 대화편에 제시된 것과 비슷할 것으로 보인다. 교사가 어떤 주제를 내걸고 학생들의 비판을 받으면서 어느 단계까지 그것을 발전시키는 것이다. 이러한 플라톤의 학교는 정치적으로 출세한다는 보장이 없는데다가, 수사학과 생활 철학과 같은 실용적인 학문보다는 수학이나 사변과 같은 형이상학에 관심을 가졌기 때문에 학생들의 수가 많지 않았고 학생들의 연령대도 낮았다.

## 헬레니즘 시기의 교육

### 그리스 지역의 교육

헬레니즘 시대의 그리스 세계

기원전 404년 펠로폰네소스 전쟁에서 아테네의 패배는 그리스 세계에 엄청난 영향을 미쳤다. 그리스 세계의 힘의 체계가 완전히 바뀌게 되었으며, 사회가 불안해져 그리스 전 지역에서 내란과 정치적 혼란이 발생했다. 이에 따라 수많은 망명자들이 그리스의 영역을 넘어 세계로 떠돌아다니게 된다. 이러한 혼란기에 그리스의 문화에 매료된 마케도니아의 정복활동이 시작되었다. 마케도니아는 일단 그리스 세계를 재패한 후 동방으로 영토를 확장하기 시작했다. 이 과정에서 그리스 문화가 전 세계로 퍼져나가게 되었으며, 알렉산드리아라는 도시가 세계 곳곳에 세워지면서 헬레니즘 기가 열리게 되었다. 그리스의 쇠망과 마케도니아 제국의 흥기로 인해 오히려 그리스의 문화가 세계 각지로 퍼져나간 것이다.
이렇게 마케도니아 제국이 급팽창하자 교육은 종족적인 또는 국가적인 테두리에 국한 될 수 없게 되었고, 범세계적인 형태를 띨 수밖에 없게 되었다. 이 시기의 교육은 이전 시기의 교육과 크게 다르지 않았고, 내용이나 이론면에서 새로운 것은 없었다. 다만, 한 가지 새로운 제도가 있다면 ‘그리스의 대학’이라고 불리는 것이 생겨났다는 정도이다. 이 시기의 교육이 새로운 것을 창출하지는 못했지만, 그리스식 교육을 세계 전반에 보급했다는 데에서는 큰 기여를 하였다. 이전 시기에 아테네가 ‘그리스의 교육자’였다면, 헬레니즘 시기에는 그리스가 당시 세계의 교육적 지도자가 된 것이다.
그리스의 교육을 본받은 나라들이 학교의 명칭, 교과, 교수방법, 학습 자료에 이르기까지 수많은 것을 배워갔지만, 맹목적으로 그것들을 배운 것은 아니었다. 각국은 그리스라는 귀감에서 그들이 필요한 것을 선택적으로 가져가 그것을 자신의 실정에 맞게 바꾸었다.
헬레니즘 기의 철학자 견유학파의 텔레스(Τέλης; Teles of Megara)는 인간의 인생에는 즐거움보다 고통이 훨씬 많다는 것을 주장하는 글에서, 그 증거로서 교육을 받는 동안에 소년이 겪는 고통을 간략하게 기술하고 있는데, 그 당시의 교육은 신교육 시대의 교육과 거의 동일한 것으로 보인다. 아래는 그의 저술이다.
| “ | 아이가 보모의 손에서 벗어나면, 그 다음에는 파이다고고스, 체육교사, 문법교사, 음악교사, 미술교사, 승마교사 밑으로 들어간다. 그러다가 에페보스가 되면 그는 전술훈련장교, 체력단련장교, 검술선생, 체육관장의 혹독한 감시감독 속에서 숨도 크게 쉬지 못하고 살아간다. | ” |

‘그림 그리기’가 추가된 것을 제외하면, 텔레스(Τέλης)의 글에 언급된 초등 단계의 교과는 텔레스의 글보다 백년 전이나 다를 바가 없다. 중등교육의 교과는 오히려 범위가 더 좁아져서, 수사학이나 철학에 대한 언급은 없고, 심지어 텔레스가 그 글을 썼을 당시에 문법교사의 지도 하에 점차 행해지기 시작한 문학교육에 대한 언급도 보이지 않는다.
그리하여 에페보스 이전 단계의 교육의 근본 성격은 완전히 정착되게 되었다. 초등교육은 에페보스의 교육과 그 이후에 보다 나이든 청년이 받는 교육으로 구분되었다. 이 시기의 교육은 그리스 도시국가의 정치적 독립이 상실됨에 따라 이전의 군사 훈련의 중요성이 감소되는 등 삶의 조건이 전반적으로 달라져서, 이전 시기에 군대나 그 밖의 국가기관에 종사했을 많은 젊은이들이 이제는 자유롭게 학문에 정진할 수 있게 되었다. 이러한 변화로 인해 종래의 의무적인 에페보스 훈련은 지원제로 바뀌게 되었으며, 이후 일종의 대학으로 발전하게 될 새로운 고등교육기관의 기반이 되게 되었다.
아테네에서 에페보스 제도가 순수한 군사훈련에서 군사훈련과 일반교육을 결합한 일종의 대학으로 모습을 바꾼 과정은 당시에 기록된 금석문에 잘 나타나있다. 이 금석문들에 의하면, 기원전 4세기 말엽 에페보스 제도는 지원제로 바뀌게 되었으며 복무기간이 2년에서 1년으로 단축되게 되었다. 또, 연령제한이 완화되기도 하였다. 기원전 2세기부터는 에페보스 명단에 외국인의 이름도 나타나게 되는데, 이 시기를 기점으로 아테네 시민 이외의 외국인도 에페보스 훈련을 받을 수 있게 된 것으로 보인다. 그 금석문의 내용들은 아래와 같다.
| “ | 작년에 입학한 에페보스단은 회관에서 있었던 입학식에서 교장과 일반 종교 지도자와 사제들이 참석한 가운데 소정의 봉헌을 올렸으며, 아르테미스 신에게 영광을 돌리는 행진과 그 밖의 여러 가지 행사를 거행하였다. 그들은 관례적인 횃불 경주를 하였고 팔라스(Pallas) 신상을 팔레론(Phalerum)까지 호위하여 갔다가 다시 제 자리에 모셔다 놓았으며, 디오니소스 신상을 그의 신전에서 극장까지 마찬가지 방식으로 운반하였으며, 디오니소스 축제에는 그 이름에 부끄럽지 않은 굉장한 황소를 몰고 왔다. 그들은 연중 내내 체육관에 빠짐없이 출석하였으며, 규율을 준수하고 국민의 이름으로 부과된 내용을 열심히 공부하는 것을 무엇보다 중요한 것으로 생각하면서 교장의 명령에 한치도 어긋남이 없이 복종하였다. 그들은 아무런 불평도 하지 않고 교장과 교관이 정한 모든 규칙을 잘 지켰으며, 프톨레마이온(Ptolemeum)과 뤼메이온에서 하는 제노도토스(Zenodotus)의 강의, 그리고 그 밖에 뤼메이온과 아카데메이아에서 하는 모든 철학교사들의 강의를 빠뜨리지 않고 모두 들었다. 그들은 시민 의사당에서 질서 정연하게 기마보위를 하였으며, 우방이요 후원국인 로마의 사람들이 방문해 올 때 멀리까지 마중을 나갔으며, 아네테의 국경까지 무장 행군을 하면서 조국의 국토와 도로를 답사하였으며, 마라톤까지 나아가서 화환을 증정하고 조국의 자유를 위하여 싸우다가 죽은 영웅의 사당에 기도룰 올렸다. 그들은 일 년 내내 화기애애한 우정 속에서 생활하였으며, 법이 요구하는 대로 원로원에서 행하는 시험에 통과하였으며, 그 밖의 모든 일에서 규범에 조금도 어긋남이 없이 처신하였다. 이에 원로원은, 그들이 성인 생활의 첫방으로 내딛는 이 순간에, 그들의 공적, 그이로 법과 교장에 대한 헌신적인 복종을 기리는 원로원과 전 국민의 여망에 따라, 차기 의회의 의장에게 다음과 같은 조치를 건의하기로 합의하였다. 즉, 차기 의장으로 하여금 작년도 에페보스단을 찬양하기 위한 영예 수여 안을 통과시키겨는 원로원의 결의를 국민에게 제출하고 그 승인을 받도록 할 것이며, 에페보스 전원의 끊임없는 경신과 기율과 공공정심에 대한 보답으로 그들에게 금관을 수여하도록 할 것이며, 또한 그들을 가르친 교관들, 즉 훈련교관 티몬(Timon)과 검술교관 사티로스(Satyrus), 궁술교관 니칸드로스(Nicander)와 아스클레피아데스(Asclepiades), 석궁교관 칼케돈(Calchedon), 그리고 모든 조교들의 노고를 치하하고 그들 각각에게 월계관을 수여하도록 한다. - 원로원의 감사결의(기원전 1세기 초) | ” |

아테네에서 에페보스 교육체제를 대학교의 전신이라고 말하는 경우를 종종 볼 수 있지만, 이는 에페보스 체제가 아테네 교육 조직에 미친 영향을 지나치게 과대평가하는 것일 수도 있다. 아테네에 있었던 ‘대학’을 대학이라고 봐야할 지에 대해서는 이견이 있지만, 아테네에 있었던 대학은 에페보스들이 에페보스단에 입적하지 않은 자들과 함께 다녔던 ‘철학학교’이다. 이러한 철학학교의 기원은 플라톤까지 거슬러 올라간다. 플라톤의 학교인 아카데메이아에는 초기에 15~18세의 학생들이 주로 재학했지만, 시간이 지날수록 아카데메이아는 플라톤과 유대를 가지면서 플라톤의 지도아래 철학 연구에 헌신하는 사람들의 학문적 공동체로 발전하기에 이르렀다. 플라톤 사후 플라톤이 지명한 스페우시포스(Speusippus)가 아카데메이아의 교장이 되었고, 뒤이어 크세노크라테스가 교장직을 수행했다. 이러한 교장직의 연계과정에서 플라톤의 학풍이 후대로 전해지게 되었다.
기원전 347년 플라톤이 세상을 떠난후 아카데메이아에 속해 있던 아리스토텔레스는 아카데메이아를 떠나 알렉산드로스 대왕의 가정교사로 3년간 일했다. 이후 아리스토텔레스는 다시 아테네로 귀환하는데, 친구이자 후계자였던 테오프라스토스와 함께 파괴된 뤼케이온 자리에 학교를 세우고, 학교 이름을 뤼케이온이라고 하였다. 아리스토텔레스의 직계 제자들이 저작이 대단한 것으로 여겨지는 점과 테오프라스토스가 뤼케이온의 교장으로 있을 때 학생수가 2천명이었다는 점으로 보아 뤼케이온이 대단한 성공을 거둔 것은 확실한 것 같다.
뤼케이온이 설립되고 약 1세기가 지난 기원전 308년과 기원전 306년에는 제논(Ζήνων ὁ Κιτιεύς)과 에피쿠로스가 각각 ‘스토아 학교’와 ‘에피쿠로스 학교’를 설립하였다. 이 둘 학교 역시 아카데메이아나 뤼케이온과 그 운영방식이 유사했다. 아카데메이아, 뤼케이온, 스토아 학교, 에피쿠로스 학교, 이 네 학교는 공히 소크라테스에서 비롯된 철학 운동의 연장으로서 최선의 삶은 지식과 통찰에 기초를 둔 것이라는 소크라테스의 주장을 기본으로 삼고 있었다. 그러나 당시 아테네의 사회적 퇴폐가 심각한 지경에 이르러 플라톤과 아리스토텔레스가 주장한 공동체 윤리가 그 호소력을 대부분 상실한 당시, 스토아 학교와 에피쿠로스 학교는 당시의 시대 정신에 더 부합되는 개인주의 철학을 발전시켰고, 이를 통해 기성의 학교인 아카데메이아와 뤼케이온의 학생들을 빠른 속도로 흡수하였다. 스토아 학교와 에피쿠로스 학교의 학문적 활동의 결과로, 이 네 학교에서 모두 가르쳤던 논리학과 형이상학은, 물론 여전히 중요한 과목으로 되어 있었지만, 개인의 행위에 대한 보다 실제적인 문제에 비하여 부차적인 지위를 차지하게 되었다.
아카데메이아, 뤼케이온, 스토아 학교, 에피쿠로스 학교, 이 4학교는 기원전 3세기로부터 약 수 세기 동안 아테네의 학문적 중심지로서 오래 존속하면서 각각의 전통을 발전시켰으며, 이들 학교간에, 또는 회의주의적인 입장을 가진 소피스트의 후예들과 논쟁을 하였다. 아카데메이아는 기존에 견지하던 학문적 입장의 변화를 겪으면서도 6세기경까지 존속하였다. 나머지 세 학교는 기원전 1세기 경에 몰락을 맞이했다. 이후 이 세 학교는 1~2세기 동안 간신히 명맥만을 유지하다 하드리아누스 황제의 칙령과 황실자금으로 통폐합되어 아테네의 ‘대학(UNIVERSITAS)’으로 재탄생했다. 그러나 이후 수사학 학교의 세력이 점점 강대해짐에 따라 결국 대학은 몰락을 겪게 되었다. 다만, 아카데메미아만은 신플라톤주의의 발흥으로 한때 다시 활기를 되찾았지만 결국 몰락을 피할 수는 없었다.
헬레니즘 문명이 동서로 퍼져나가는 수 세기 동안 아테네의 학교는 완전히 독보적인 지위를 누렸다. 전 문명세계의 사람들이 그리스의 학문을 숭앙했던 만큼, 아테네에는 당시 세계 여러 나라에서 학생들이 모여 들었으며, 이들은 아테네의 학문 활동에 동참하면서 아테네의 학교의 독보적인 지위를 점점 더 확고히 하는 데 중요한 역할을 담당했다. 그런데 아테네는 학문적 발전에 필요한 풍부한 자본과 기부금, 도서관을 갖추지 못하고 있었다. 그러나 지식의 전수 측면에서 아테네는 1세기까지 어느 도시도 따라올 수 없는 독보적인 지위를 차지하고 있었다. 순전히 학문의 발전 면에서 아테네는, 비록 철학과 역사 분야에서 많은 발전을 이끌었지만, 그 당시 알렉산드리아, 페르가몬, 안티오케이아, 로데스(Rhodes) 등 마케도니아 왕국 내의 여러 지역에서 학문의 발전을 목적으로 한 새로운 기관들이 왕실과 귀족들의 후원에서 우후죽순으로 생겨나, 아테네의 학문적 위상은 이전 시기에 비해 약화되게 되었다.

### 알렉산드리아의 교육

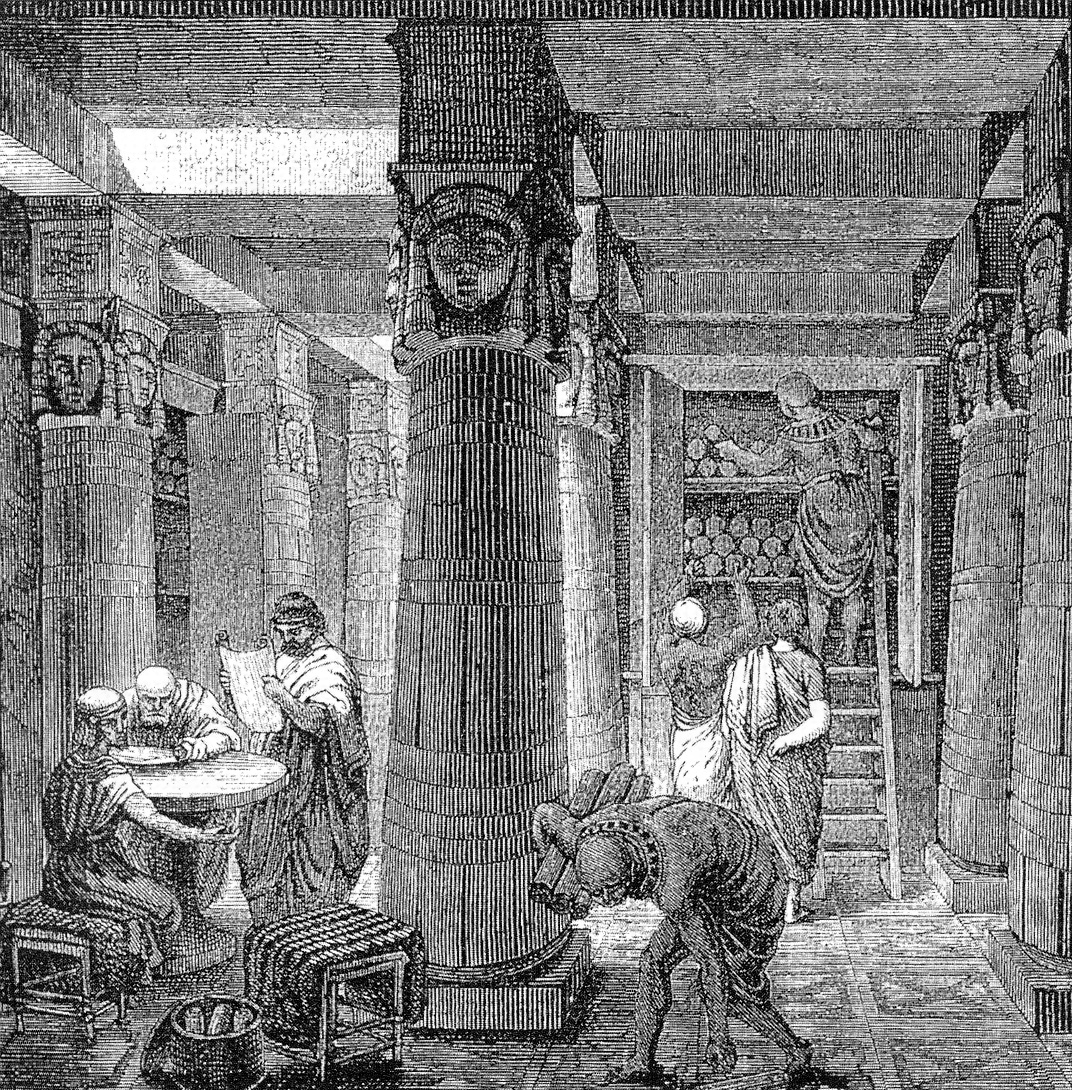
알렉산드리아 도서관의 장서열람실

새로운 학문의 중심지로 부상했던 알렉산드리아의 교육은 아테네의 교육과 매우 다르게 나타났다. 알렉산드리아가 설립되고 약 150년 간 지식의 전달이라고 할 만한 것은 거의 이루어지지 않았다. 기원전 323년 알렉산드리아를 기점으로 등장한 프톨레마이오스 왕조는 알렉산드리아에 거대한 도서관과 박물관을 설립하였다. 프톨레마이오스 왕조 시대에는 거대한 도서관과 박물관을 중심으로, 왕실의 후원금을 바탕으로 고급학문연구사업이 진행되었다. 알렉산드리아 도서관은 소테르(프톨레마이오스 1세)가 설립한 것이며, 설립 시에 20만권의 장권을 소장하고 있었으며, 기원전 1세기에 이르러서는 70만권의 장서를 소장하고 있었다. 알렉산드리아 박물관(Musaeum; 뮤제이온)은 원래 ‘뮤즈의 사원’이라는 의미였는데, 필라델포스 왕이 학자와 연구가들이 한 평생을 연구를 위해 바칠 수 있도록 주거·연구시설로서 건립된 것이다. 박물관은 그리스의 철학학교에서 볼 수 있었던 것과 같은 학자들 사이의 형제애의 표현이었다. 그리스의 철학학교와 차이가 있다면 막대한 기부금이 주어졌다는 것과 다양한 학문적 경향을 총망라 했다는 것이다.
알렉산드리아에서 이뤄진  연구는 아테네의 여러 학교, 그 중에서도 특히 아리스토텔레스의 학교인 뤼케이온의 전통을 직접 이어받은 것이다. 알렉산드리아에서 연구의 근반이 된 알렉산드리아 도서관의 개념 역시 아리스토텔레스의 생각을 따라 건립된 것이다. 아리스토텔레스는 학문 연구의 기초로서 광범위한 서적을 수집하고 모든 종류의 사실들을 종합한 최초의 인물이었다. 알렉산드리아 도서관을 건립하려는 구상은 아리스토텔레스 학파의 한 저명한 학자인 팔레론의 데메트리오스(Demetrius)이 제안한 것이다. 그는 10년 동안 아테네 원로원의 평의원으로 재임하였으며, 이후에는 소테르(프톨레마이오스 1세)의 궁정에서 학문에 대한 수석 자문관으로 굉장한 영향력을 행사했던 인사이다.
알렉산드리아의 학자들이 그리스 학문의 전통을 계승하고, 아테네의 여러 학교에서 개척해 놓은 여러 분야에서 엄청난 양의 업적을 이룬 것은 사실이지만, 이 시기의 학문은 참신성이나 독창성의 측면에서는 그리스의 학문에 비해서는 뒤떨어지는 것이었다. 상업이 발달한 대도시 알렉산드리아에서 세태와 분리되어 오로지 학문에 매진하던 학자들에게는 실제적 삶과의 접촉에서 생기는 창의적인 특성이 결여되어 있었다. 따라서, 이 시기의 학자들은 과거의 업적에만 관심을 자신만의 견해와 이론이 없는 서생으로 전락하는 경우가 많았다. 그 결과로 알렉산드리아에서는 철학과 문학이 발전하지 못했으며, 여기서 이루어진 주된 학문적 노력은 번역, 고전의 편집과 주석 등의 독창성이 결여된 것에 국한되었다.
알렉산드리아의 학교 발달과정은 크게 세 시기로 구분된다. 첫째 시기는 기원전 3세기 한 세기이고, 둘째 시기는 기원전 146년까지이다. 셋째 시기는 둘째 시기 이후이다. 이 세 시기 중에 가장 학문이 발전한 시기는 첫째 시기이다. 첫째 시기에는 아직 플라톤과 아리스토텔레스의 학설이 과학 방면에 큰 영향을 미치고 있던 시기이다. 이 시기는 기하학의 유클리드, 물리학의 아르키메데스, 역학의 헤론과 필론, 원뿔 곡선 기하학의 아폴로니오스, 지리학의 에라토스테네스, 천문학의 히파르코스 등의 굉장한 연구가 이루어지던 시기이다. 알렉산드리아 도서관의 초대와 2대 관장인 제노도토스(Xenodotus)와 에라토스테네스와 같은 서지학파(書誌學派)들은 위대한 그리스 작가들에 대한 심도있는 연구를 하였으며, 이들의 연구에는 과학에서와 같은 분석적 경향이 나타나 있다.
둘째 시기는 기원전 3세기 이후부터 프톨레마이오스 9세가 그리스 학자들을 알렉산드리아에서 추방한 기원전 146년까지이다. 이 기간 중에는 과학분야에 대한 연구가 학문의 중심지에서 밀려나고, 문학비평이 학문의 최고봉을 차지했다. 이 시기에 명성을 떨친 사람은 가장 저명한 고문학 연구가인 알렉산드리아 도서관 3대와 4대 관장이었던 아리스토파네스와 아리스타르코스였다. 첫째 시기의 학자들이 시인과 학자를 겸했던 것과는 달리, 이들은 순전히 학자의 일만 하면서 호머와 그 밖의 그리스 시인들에 대한 정밀한 연구를 하는 데 일평생을 바쳤다. 아리스타르코스는 800권에 달하는 주석서를 편찬하였으며, 문법을 체계적인 학문으로 발전시켰다. 그의 문법학은 현재까지도 언어학의 기본으로 될 만큼 대단한 기여였다. 원래 문법학은 기원전 3세기의 스토아 학교에서 나타난 것이지만, 아리스타르코스가 8품사를 구분해 냄으로써 고전 문법학을 완성하였다.
셋째 시기는 기원전 146년 이후의 시기인데, 알렉산드리아 교육의 몰락기이다. 기원전 146년의 그리스 학자의 강제 추방은 알렉산드리아의 학문 몰락을 가져오고, 알렉산드리아 이외 도시의 학문 발전을 촉진하는 결과를 초래했다. 이 시기 알렉산드리아의 학문적 수준은 엄청난 수준으로 후퇴하여, 이 시기의 시지(市誌)에 단 한명의 학자도 등장하지 않는다. 알렉산드리아에서 그리스 인들이 사라진 이 시기 이후에는 유태인들이 학계의 중핵으로 등장하게 되었으며, 서력 기원 이후 유태인들에 의해 알렉산드리아의 학문이 견인되어 갔다.

## 참고 문헌
- 《교육학적 사유를 여는 교육의 철학과 역사》 : 정영근 외 3인 저, 문음사, 1999
- 《교육학적 사유를 여는 교육의 철학과 역사(증보개정판)》 : 정영근 외 3인 저, 문음사, 2010
- 《고대 그리스의 교육사상》 : 오인탁 저, 종로서적, 1994
- 《교육사개설》 : P. 몬로 저, 교육과학사, 1994
- 《서양고대의 교육사상》 : 성기산 저, 대은출판사, 1983
- 《서양교육사》 : 윌리엄 보이드, 교육과학사, 2008
- 《서양교육사 연구》 : 성기산 저, 문음사, 1993
- 《Geschichte der Pädagogik》 : A. Reble 저, Stuttgart University Press, 1967
- 《The History of Western Education》, William Boyd 저, Adam&Charles Black., 1921
- 《The History of Western Education(6th Edition)》, William Boyd 저, Adam&Charles Black., 1952
- 《The History of Western Education(7th and Enlarged Edition)》, William Boyd 저, Adam&Charles Black., 1964
- 《The Theory of Education in Plato's Republic 》 : J. E., Adamson., London., 1895.